# Medal of Honor (seria)
Medal of Honor – seria gier komputerowych typu first-person shooter, wydawanych przez Electronic Arts. Pierwsza gra zatytułowana Medal of Honor, przeznaczona na konsole PlayStation, wydana została w 1999 roku. Akcja większości gier należących do serii rozgrywa się podczas II wojny światowej, wyjątkami są wydany w 2010 roku Medal of Honor oraz w 2012 roku Medal of Honor: Warfighter, które przenoszą akcję gry w czasy współczesne. Autorem fabuły w wielu grach serii był Steven Spielberg.
W większości gier należących do serii Medal of Honor gracz wciela się w amerykańskiego żołnierza (rzadziej, należącego do innej formacji alianckiej). Pierwsze gry serii koncentrowały się głównie wokół działań na tyłach wroga, takich jak kradzież dokumentów, czy niszczenie ważnych strategicznie obiektów. Z czasem akcja gier przeniesiona została na linię frontu, gdzie graczowi towarzyszą inni żołnierze.

## Gry z serii
| Rok  | Tytuł                                               | Producent                                     | Platformy        | Platformy        | Platformy                   | Platformy   |
| ---- | --------------------------------------------------- | --------------------------------------------- | ---------------- | ---------------- | --------------------------- | ----------- |
| Rok  | Tytuł                                               | Producent                                     | Microsoft        | Nintendo         | Sony                        | Inne        |
| 1999 | Medal of Honor                                      | DreamWorks Interactive                        |                  |                  | PlayStation                 |             |
| 2000 | Medal of Honor: Underground                         | DreamWorks Interactive Rebellion Developments |                  | Game Boy Advance | PlayStation                 |             |
| 2002 | Medal of Honor: Allied Assault                      | 2015, Inc.                                    | Windows          |                  |                             | OS X        |
| 2002 | Medal of Honor: Frontline                           | Danger Close Games                            | Xbox             | GameCube         | PlayStation 2 PlayStation 3 |             |
| 2002 | Medal of Honor: Allied Assault – Spearhead          | DreamWorks Interactive                        | Windows          |                  |                             | OS X        |
| 2003 | Medal of Honor: Allied Assault – Breakthrough       | TKO Software                                  | Windows          |                  |                             | OS X        |
| 2003 | Medal of Honor: Rising Sun                          | Danger Close Games                            | Xbox             | GameCube         | PlayStation 2               |             |
| 2003 | Medal of Honor: Infiltrator                         | Netherock Ltd.                                |                  | Game Boy Advance |                             |             |
| 2004 | Medal of Honor: Wojna na Pacyfiku (Pacific Assault) | Danger Close Games                            | Windows          |                  |                             |             |
| 2005 | Medal of Honor: Wojna w Europie (European Assault)  | Danger Close Games                            | Xbox             | GameCube         | PlayStation 2               |             |
| 2006 | Medal of Honor: Heroes                              | Team Fusion                                   |                  |                  | PlayStation Portable        |             |
| 2007 | Medal of Honor: Heroes 2                            | Danger Close Games EA Canada                  |                  | Wii              | PlayStation Portable        |             |
| 2007 | Medal of Honor: Vanguard                            | Budcat Creations                              |                  | Wii              | PlayStation 2               |             |
| 2007 | Medal of Honor: Airborne                            | Danger Close Games                            | Windows Xbox 360 |                  | PlayStation 3               |             |
| 2010 | Medal of Honor                                      | Danger Close Games Digital Illusions CE       | Windows Xbox 360 |                  | PlayStation 3               |             |
| 2012 | Medal of Honor: Warfighter                          | Danger Close Games                            | Windows Xbox 360 |                  | PlayStation 3               |             |
| 2020 | Medal of Honor: Above and Beyond                    | Respawn Entertainment                         |                  |                  |                             | Oculus Rift |